# Інундень
Інундень (рум. Inundeni) — село в Молдові у Сороцькому районі. Входить до складу комуни Васілкеу.